# 聖味基墳場

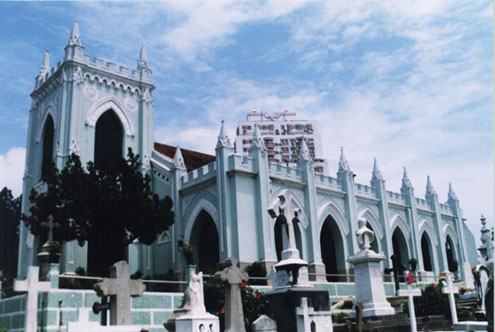
聖彌額爾小堂

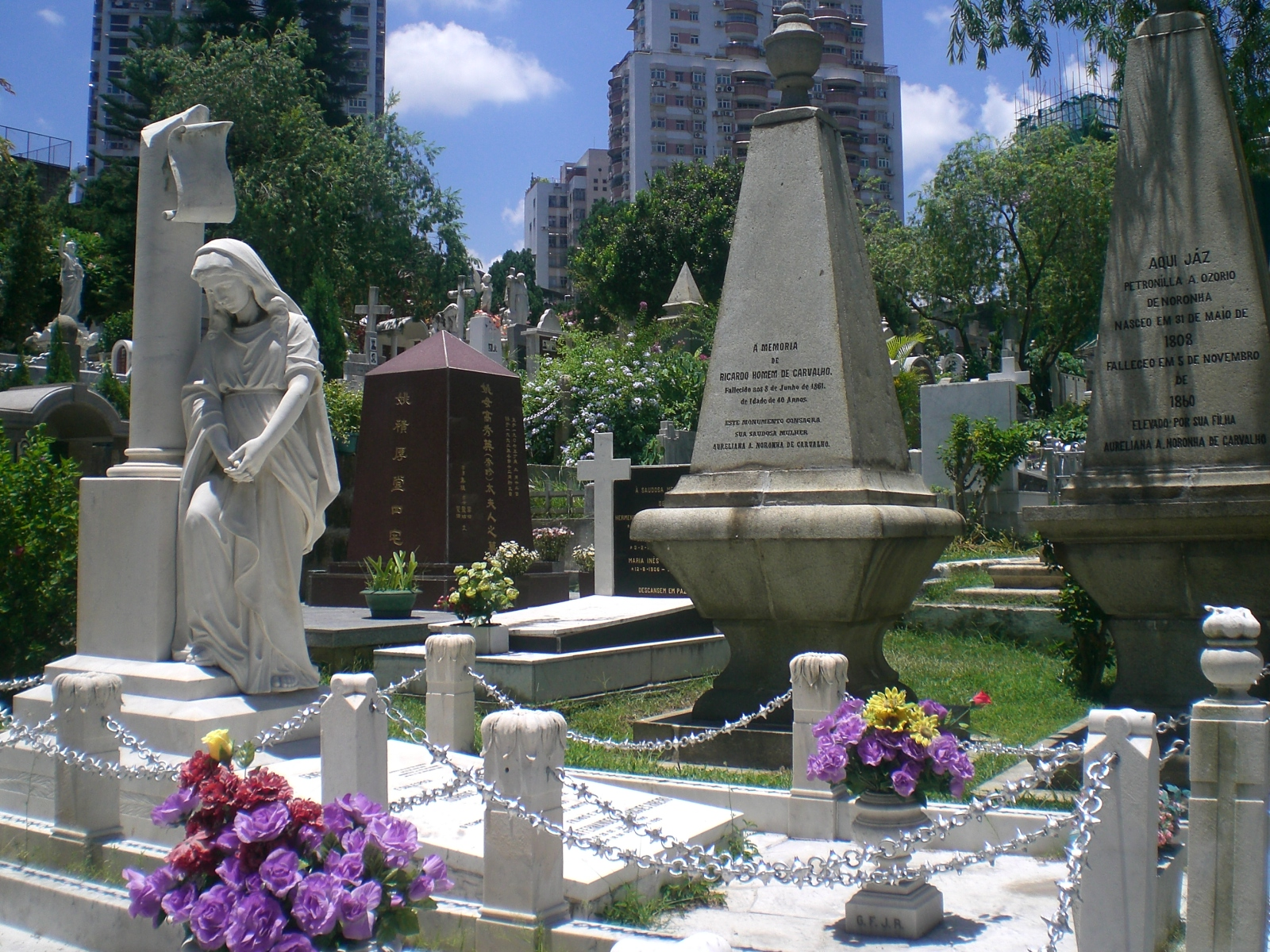
聖味基墳場墓地一景

聖味基墳場（俗稱舊西洋墳場）是位於澳門西墳馬路的羅馬天主教墳場，設於1854年，當時位於澳門城外。中間有教堂，稱為聖彌額爾小堂（建於1875年）。

## 名字由來
葡萄牙語São Miguel Arcanjo，即天使長（Arcanjo）米迦勒（São Miguel），英語為St. Michael, the Archangel。「舊西洋墳場」中的「舊」是相對於虔信街的望廈墳場（「新西洋墳場」）而言。

## 在墳場舉行的官方紀念活動
每年11月2日的追思亡者節，澳門政府都會在墳場舉行追思彌撒，紀念因公職而殉職的官員、公務員。另外，每年3月14日的治安警察局紀念日，局方會舉辦的慶祝活動中有在墳場「追悼已故軍事化人員，並向已故的治安警察致送花圈。」

## 安葬在聖味基墳場的名人
- 呂和隆，第一位葬在墳場的華人，仳鄰的望德堂坊有和隆街以資紀念[2]
- 何賢
- 庇山耶
- 美士基打（1818年7月9日－1880年3月20日）
- 區師達
- 黎婉華，何鴻燊元配夫人
- 林家駿主教
- 陸毅神父，西班牙耶穌會士，澳門明愛創辦人
- 朱健，澳門終審法院法官
- 崔德祺
- 布力架
- 盧華紹（1848年11月10日－1907年12月15日）
- 賴敏華[3]，澳門海關關長

此外，孙中山的元配卢慕贞在1952年去世后，也曾安葬于此，直到1973年迁葬氹仔（2005年二度迁葬到广东中山）。

## 街道
鄰近之聖美基街（Rua de S. Miguel）、西墳馬路(Estrada do Cemitério)皆以此墳場命名，並坐落於此墳場附近。
西墳馬路為中區乃至南區通向舊區（白鴿巢、新橋等地及昔日中央監獄所在的鏡湖醫院）的重要幹道，澳巴7及8路線途經此處。
聖美基街為望德堂坊中系統平行道路中海拔第二高之道路(最高者為美珊枝街，上接墳場旁之馬忌士街（社會保障基金所在），貫通望德堂坊至水坑尾、白馬行。

## 其他
- 1990年電影紅場飛龍(許冠傑、張曼玉主演)到此墳場取景拍攝。

## 參看
- 基督教墳場
- 跑馬地天主教聖彌額爾墳場
- 墓地門事件，十個涉嫌利益輸送的已分配墓地都在此墳場。

## 外部連結
- 澳門訊報 - 隆重其事悼殖民 自取其辱失國格 （页面存档备份，存于） (連結已失效)